# Rémy Ourdan
Rémy Ourdan est un journaliste, correspondant de guerre au journal Le Monde, et documentariste français.

## Biographie

### Journalisme
Rémy Ourdan a commencé sa vie de reporter en 1992 en partant vivre dans Sarajevo assiégée. Il couvre depuis près de trente ans les principaux conflits de la planète ainsi que les questions d'après-guerres, de droits humains et de justice pénale internationale. Il poursuit par ailleurs son travail à long terme sur Sarajevo et la mémoire de la guerre.

### Film
Rémy Ourdan est l'auteur et coréalisateur du film documentaire Le Siège , (coréalisé avec Patrick Chauvel, Agat Films & Cie / Pro.ba / Arte / INA, 2016),,,,,,,,,,,,,,.

### Publications diverses
- "Après-guerre(s)" (introduction & "Sarajevo, après le siège"), sous la direction de Rémy Ourdan, Autrement, Paris, 2001[18]
- "A War, and Ricochets" ("WAR", VII, "WAR", de.MO, New York, 2003)[19],[20]
- "A propos du conflit yougoslave" (François Lunel "Jours tranquilles à Sarajevo", Livret DVD, La Vie est Belle Films Associés, Paris, 2005)[21]
- "America vs Al Qaeda : A Foe's Best Friend" (Dispatches, "Beyond Iraq", 2008)[22],[23]
- "Le Monde, les grands reportages 1944-2009" (sous la direction de Jan Krauze et de Didier Rioux, Les Arènes, Paris, 2009)[24]
- "Sarajevo, a love story"[25] (préface & "Paroles de soldats", "Bosnia 1992-1995", édité par Jon Jones, Sarajevo, 2012)[26]
- "Le Monde, les grands reportages 1944-2012" (sous la direction de Jan Krauze et de Didier Rioux, Pocket, Paris, 2012)[27]
- "Première nuit à Sarajevo" ("Robert Capa - 100 photos pour la liberté de la presse", Reporters sans frontières, Paris, 2015)[28]
- "Dix ans de guerre" ("Chris Marker - La trilogie des Balkans", Livret DVD, Arte Editions, Paris, 2016)[29]
- "Marcher dans les ruines" ("Déflagrations. Dessins d’enfants, guerres d’adultes", coordonné par Zérane S. Girardeau, Anamosa, Paris, 2017)[30]
- "Partez ou vous allez tous mourir" (introduction, Bruno Philip, "Aung San Suu Khi, l’icône fracassée", Les Equateurs, Paris, 2017)[31]
- "Récits de dix années de guerre" ("Les mutations de la justice internationale ?", sous la direction de Julian Fernandez et Olivier de Frouville, Pedone, Paris, 2018)[32]

### Divers
Rémy Ourdan a organisé le 6 avril 2012, pour le 20e anniversaire de la guerre de Bosnie, une réunion baptisée "Sarajevo 2012" ,, pour laquelle des centaines de correspondants de guerre sont revenus à Sarajevo ,,,,. Il a publié à cette occasion, avec Jon Jones et Gary Knight, le livre de photographies Bosnia 1992-1995 (édité par Jon Jones, 2012), pour lequel il a écrit la préface Sarajevo, a love story.
Rémy Ourdan est un cofondateur et fut le premier directeur de la Fondation WARM sur les conflits contemporains, (2012-2019), basée à Sarajevo,,,,,,.

### Distinctions
- Prix Bayeux des correspondants de guerre 2000[52] : "La guerre oubliée de Sierra Leone" (Le Monde, 1999)

- Prix Bayeux des correspondants de guerre 2012, Prix Ouest-France/Jean-Marin[53] : "Mexique, Les damnés de Juarez" (Le Monde, 2012)[54]

- FIPA d'Or du documentaire 2016[55],[56] : "Le Siège" (Agat Films & Cie, 2016)